# Heuneburg

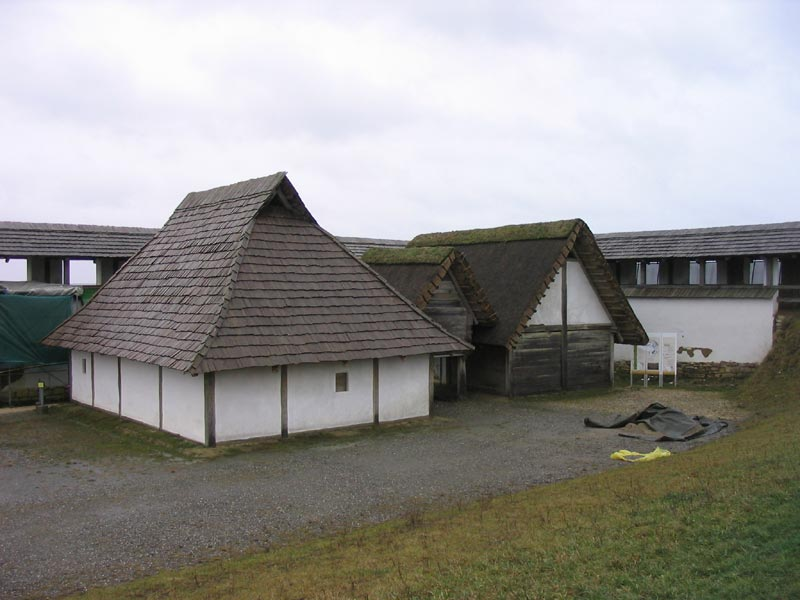
Heuneburg: Rekonstruierte keltische Häuser, im Hintergrund die Lehmziegelmauer

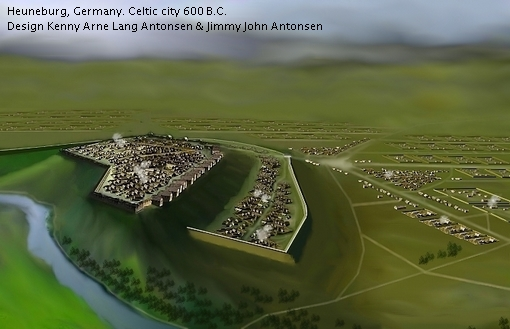
Rekonstruierte Heuneburg um 600 v. Chr.

Die Heuneburg ist eine vor- und frühgeschichtliche Höhensiedlung am Oberlauf der Donau im Ortsteil Hundersingen der Gemeinde Herbertingen, etwa 14 Kilometer östlich von Sigmaringen im baden-württembergischen Landkreis Sigmaringen. Die befestigte Kernanlage des frühkeltischen Fürstensitzes aus dem 6. Jahrhundert v. Chr. ist etwa 300 Meter lang und bis zu 150 Meter breit. Sie ist eine der bekanntesten Fundstellen aus keltischer Zeit in Mitteleuropa und wird oft als die älteste Stadt nördlich der Alpen bezeichnet.

## Lage

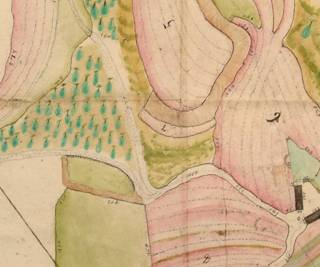
Ausschnitt einer Flurkarte (um 1800) des Heuneburgareals

Die Heuneburg ist strategisch günstig auf einem Bergsporn auf einer Höhe von 605 Metern gelegen; zum Donauufer hin fällt der Hang steil ab. Auf dem rund drei Hektar großen Plateau besteht ein guter Blick zur Alten Burg bei Langenenslingen und über das Donautal hinweg zum Bussen (767 m). Bei schönem Wetter reicht die Sicht bis zu den Alpen.
Die Anlage gliedert sich in die seit langem bekannte Kernburg in Spornlage über dem Donautal, deren Vorburg und die erst in jüngerer Zeit in ihrer Ausdehnung bekannte Außensiedlung, die sich über ca. 100 Hektar auf der Terrasse über dem Tal erstreckt.

## Grabungen
Seit 1950 werden im Areal der Heuneburg archäologische Ausgrabungen durchgeführt. Die von 1950 bis 1979 betriebenen Grabungen durch Adolf Rieth, Kurt Bittel, Egon Gersbach und Wolfgang Kimmig belegen eine Besiedlung nachweislich seit der mittleren Bronzezeit (16.–13. Jahrhundert v. Chr.). Es handelte sich um eine der bedeutendsten und grabungstechnisch wegweisenden Ausgrabungen der deutschen Archäologie. Die Grabungen beschränkten sich weitgehend auf die Kernburg.
Von 2004 bis 2010 lief ein Schwerpunktprogramm der Deutschen Forschungsgemeinschaft (DFG) zu frühkeltischen Fürstensitzen in Mitteleuropa, in dessen Rahmen u. a. im Außenbereich der Heuneburg seit 2004 umfangreiche Grabungen stattfanden. Dabei wurden Holzfunde an der Nordspitze der Heuneburg gemacht. Ab 2004 wurde auch die befestigte Vorburg untersucht. Dabei entdeckte man im Nordwesten vor der Kernanlage der Heuneburg die Steinfundamente eines monumentalen Stadttores aus dem 6. Jahrhundert vor Christus, das zwischen 2005 und 2008 freigelegt wurde und für die Hallstattzeit nördlich der Alpen bisher einmalig ist. Für den Sockel fanden wie bei der eigentlichen „Stadt“-Mauer vor allem Kalksteinquader Anwendung. Über den Steinsockel auf dem Plateau waren luftgetrocknete Lehmziegel aufgemauert worden. Diese hätten sich eigentlich durch den Regen mit der Zeit auflösen müssen. Um diesem Effekt entgegenzuwirken, wurden die Mauern wahrscheinlich regelmäßig gekalkt. Daher wird das heutige Modell der Heuneburg mit einer weißen Mauer dargestellt.

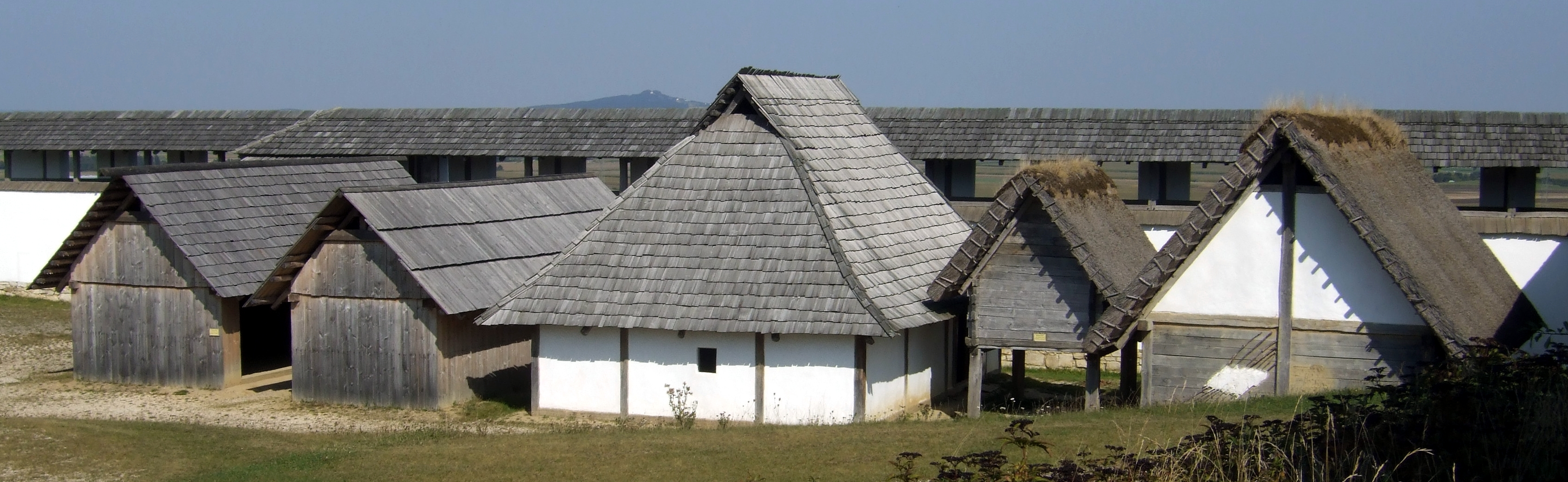
Heuneburg: Rekonstruierte Gebäude und Lehmziegelmauer

Neben den wissenschaftlichen Forschungsgrabungen gibt es auch Lehrgrabungen der Gesellschaft für Archäologie in Württemberg und Hohenzollern. An der Nordspitze der Heuneburg wurde 2008, 2009 und 2010 durch Studenten der Eberhard Karls Universität Tübingen sowie Studenten aus Frankreich, Rumänien, Zypern und England ein Grabensystem in einer wissenschaftlichen Lehrgrabung untersucht. Am 28. Dezember 2010 wurde unweit der Heuneburg ein im Sommer 2010 entdecktes Kammerschachtgrab mit reichen Schmuckbeigaben vollständig geborgen; aufgrund der Grabbeigaben wird davon ausgegangen, dass es sich um eine Fürstin aus dem Heuneburg-Adel handelt. Das Prunkgrab aus der frühen Keltenzeit wurde 583 v. Chr. angelegt, wie Dendrodatierungen belegen. Die gesamte Grabkammer wurde als 7,5 × 6 Meter großer und rund 100 Tonnen schwerer Erdblock geborgen. Seit 2019 wurde ein weiterer Grabhügel in unmittelbarer Nähe genauer untersucht und am 6. Oktober 2020 ebenfalls nach einer spektakulären Blockbergung in die Labore des Landesamtes für Denkmalpflege transportiert, da eine fachgerechte Freilegung der Bestattung vor Ort nicht möglich war.
Unter der Leitung von Jörg Bofinger wurden den aus der konventionellen Luftbildarchäologie bekannten Fundstellen durch die Untersuchungsmethode des Airborne Laserscannings (Lidar) viele Neuentdeckungen hinzugefügt und mittels rechnerischer Verfahren archäologische Strukturen sichtbar gemacht. Hierzu zählt unter anderem der Verlauf der Wall-Grabenanlage im Bereich der Heuneburg-Außensiedlung, die die Dimension der Anlage erahnen lässt. So kann heute gesagt werden, dass wohl überhaupt erst in einem Drittel von ihr gegraben wurde. In diesem Zusammenhang könnte der Fund einer möglichen, frühkeltischen Toranlage unweit der Höhensiedlung im Jahr 2021 zur Ausdehnung dieser Außensiedlung weitere wichtige Erkenntnisse liefern.
Widmeten sich bisherige Ausgrabungen vornehmlich dem eigentlichen Burgberg, der Vorburg und der über 100 Hektar großen Außensiedlung der Stadtanlage, so gelten die Forschungen ab 2014 dem Umfeld der Heuneburg, in dem die zugehörigen Dörfer, Höfe, Bestattungsplätze, Straßen, Befestigungen etc. lagen. Zu neueren Entdeckungen kam es bei Ausgrabungen an der Viereckschanze am Hohmichele. Diese liegt unweit der Heuneburg im „Speckhauwald“ bei Altheim-Heiligkreuztal und war nach aktuellem Forschungsstand wohl ein großes, von einem rechteckigen Wall umgebenes keltisches Gehöft. Auf der sogenannten „Alten Burg“, einem Plateau oberhalb des Warmtals bei Langenenslingen, befand sich eine frühkeltische Befestigung mit möglichem Kultplatz.
In den 2010er Jahren wurden in den Grabbeigaben einer hochgestellten Persönlichkeit aus der Zeit um 600 bis 450 v. Chr. ein Keramikgefäß mit Resten menschlichen Blutes und Organen gefunden, in denen Erreger des Krim-Kongo-Fiebers nachgewiesen wurden, was auf eine Epidemie in der Region deuten könnte.

## Besiedlung
Die älteste nachgewiesene Besiedlung fand in der Mittelbronzezeit, also im 15. bis 13. Jahrhundert v. Chr. statt, als der Bergsporn durch Anlage von mächtigen Wall- und Grabenanlagen so umgeformt wurde, dass er für eine noch bessere Verteidigung geeignet war. Anschließend wurde das gerade einmal zwei Hektar große Plateau mit einer Holzkastenmauer befestigt. Mit dem Beginn der Urnenfelderzeit im 12. Jahrhundert v. Chr. wurde die Siedlung wieder verlassen; Spuren einer Zerstörung wurden nicht gefunden.

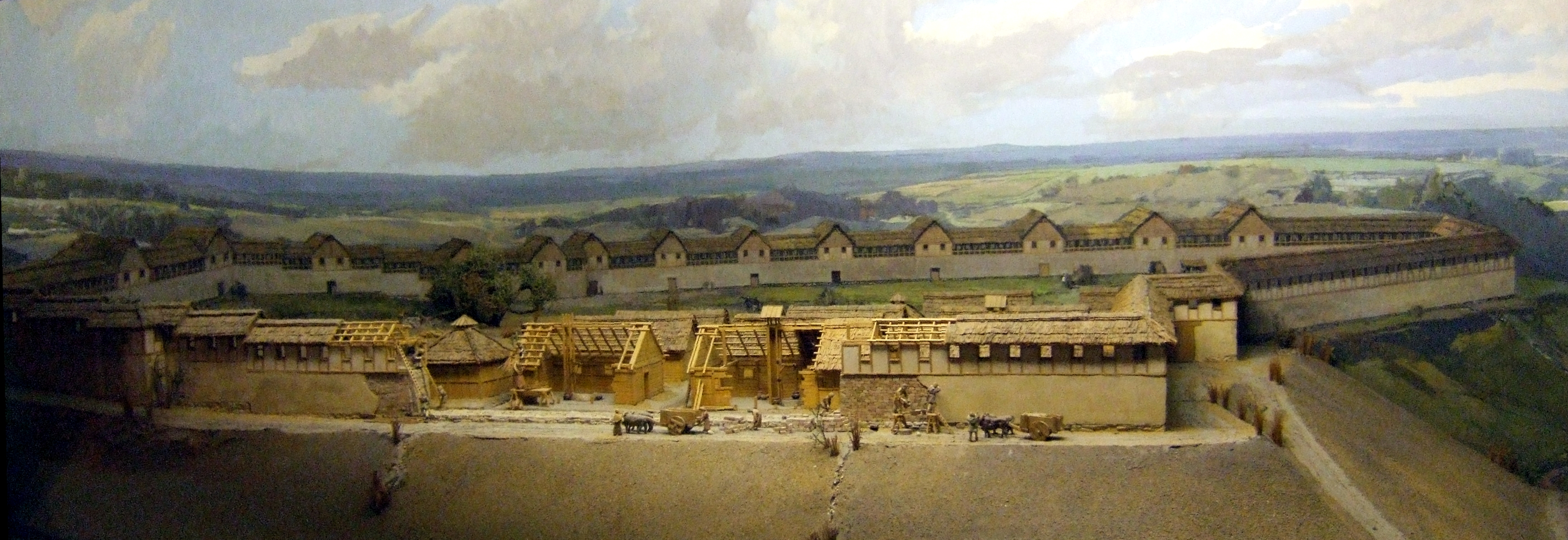
Bau der Heuneburg zu Beginn des 6. Jahrhunderts v. Chr. (Diorama im Heuneburgmuseum, Hundersingen)

Besonders herausragend ist aber die hallstattzeitliche befestigte Siedlung. Um 600 v. Chr. entstand hier ein so genannter Fürstensitz der Hallstattkultur. Vorterrassen und umgebende Begräbnisplätze wie zum Beispiel die Grabhügel „Gießübel-Talhau“, das Hügelgrab „Hohmichele“, das Grabhügelfeld „Hohmichele-Gruppe“ oder das Gräberfeld Bettelbühl verdeutlichen die Stellung der Heuneburg als einer der großen eisenzeitlichen Fürstensitze Süddeutschlands. Im 5. Jahrhundert v. Chr. wurde die Anlage durch Feuer zerstört, Spuren der folgenden Frühlatènezeit fehlen, obgleich verwandte Reichtumszentren wie der Hohenasperg diese vor allem durch einen neuen Kunststil geprägte Zeit noch erlebten.
Neue Forschungen zeigten, dass zu der Burganlage selbst noch umfangreiche Außensiedlungen gehörten, die wohl ebenfalls befestigt waren. Die Einwohnerzahl betrug auf ihrem Höhepunkt im Zentrum rund 4.000 und mit dem Umland insgesamt rund 17.000 Menschen. Funde am Ende der Grabungskampagne 2005 mit reichhaltigen Grabbeigaben eines zweijährigen Kindes (etruskische Goldanhänger und Goldfibeln) deuten auf eine gegenüber bisherigen Annahmen stärker gegliederte Sozialstruktur der Kelten hin. Die dazu notwendige Arbeitsteiligkeit belegen Indizien für Werkstätten oder gar Handwerkerviertel, die nicht mehr nur für den Eigenbedarf produzierten. Die Handwerkerviertel befanden sich im Südosten der Burg. Hier wurden Metallobjekte aus Bronze und Eisen hergestellt, die auch zum Export bestimmt waren. Unklar ist jedoch, woher die verwendeten Materialien stammten.
Eine Vielzahl an Funden bezeugt die Handelskontakte zu anderen Völkern und Kulturen: griechische Importe, Bernstein von der Ostsee, Hörnchenfibeln aus Slowenien sowie Transportamphoren aus Marseille.
Auch im Mittelalter wurde die Heuneburg immer wieder als strategisch günstiger Platz genutzt, ohne jedoch wieder als dauerhafte Siedlung zu entstehen.

## Deutung

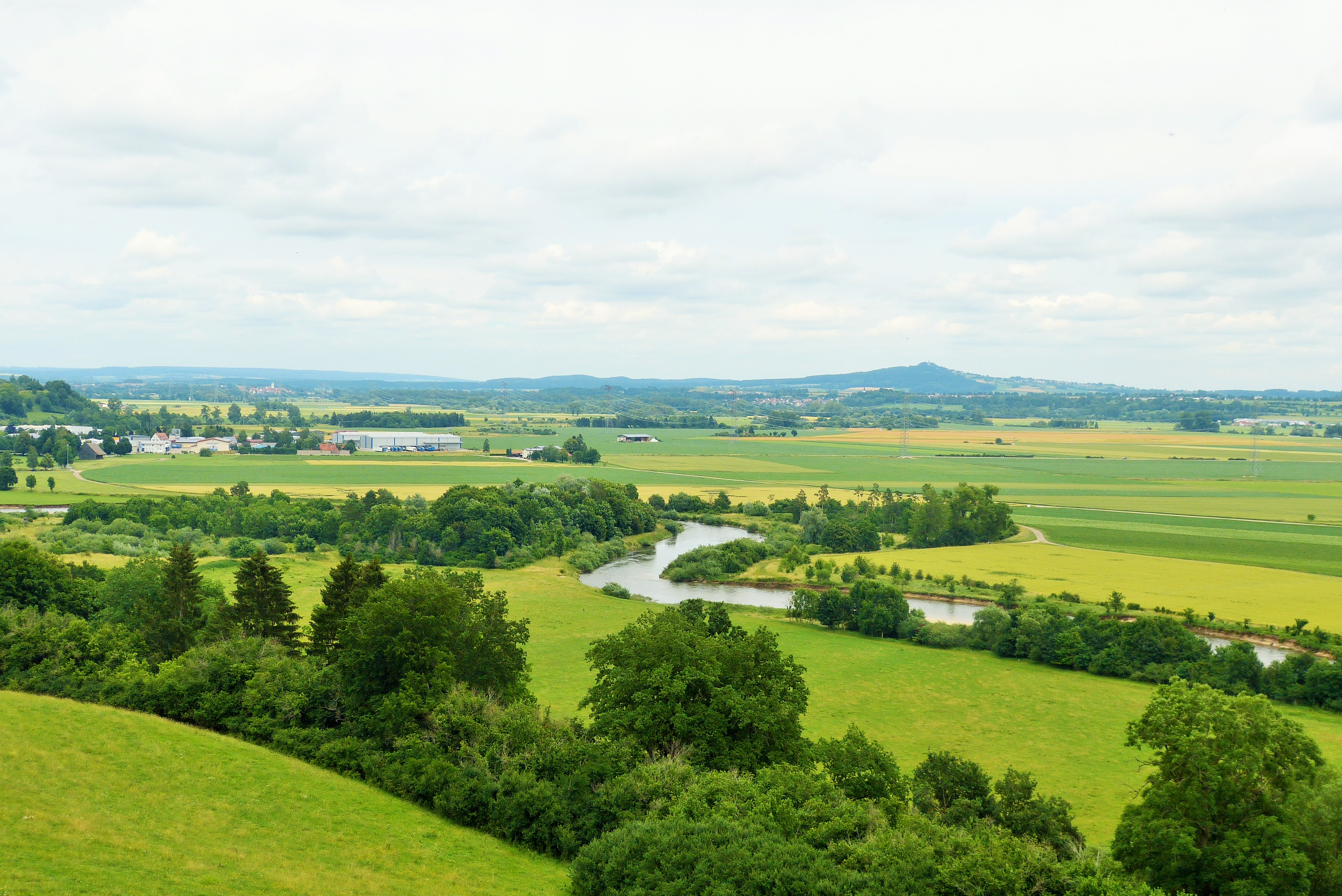
Blick von der Heuneburg über die Donau Richtung Bussen

Die befestigte Siedlung der Hallstattzeit wird in der Forschung gerne als „Fürstensitz“ bezeichnet, obwohl der Begriff inzwischen besonders durch den Tübinger Prähistoriker Manfred Eggert stark kritisiert wird.
Die Heuneburg gehört zu denjenigen keltischen Siedlungen am Oberlauf der Donau, für die man einen Zusammenhang mit der von Herodot im 5. Jahrhundert v. Chr. erwähnten Stadt Pyrene vermutet hat; im Fall der Heuneburg zugleich mit dem Anspruch, die älteste literarisch erwähnte Siedlung nördlich der Alpen zu sein. Herodot erwähnt Pyrene bei einer geographischen Aussage über das Entstehungsgebiet der Donau, die „bei den Kelten und der Stadt Pyrene“ entspringe, bezieht sich hierbei aber auf Kelten, die „jenseits der Säulen des Herakles“ in Nachbarschaft der „Kynesier“ oder „Kyneter“, der aus seiner Sicht westlichsten Völkerschaft Europas und demnach in einem Gebiet der Iberischen Halbinsel nahe der heutigen Algarve lebten, wo Besiedlung durch Kyneter durch eine von Avienus ausgeschöpfte, wahrscheinlich vorherodotische Überlieferung bezeugt und keltische Präsenz inschriftlich seit der ersten Hälfte des 6. Jahrhunderts v. Chr. nachgewiesen ist. Die Vermutung, ein Zusammenhang mit der Heuneburg könne trotzdem bestehen, stützt sich vornehmlich darauf, dass die Heuneburg in einer Region unweit der tatsächlichen Donauquellen liegt, in ihrer Wehranlage möglicherweise auf griechische Vorbilder zurückgeht und jedenfalls in griechischen Handelsbeziehungen stand, während andererseits in der von Herodot irrtümlich angegebenen iberischen Region eine Stadt Pyrene bisher nicht und auch an den mediterranen Ausläufern der Pyrenäen, wo sie aufgrund anderer antiker Überlieferung meist vermutet wird, zumindest nicht zweifelsfrei nachgewiesen werden konnte.

## Museale Aufbereitung
In den letzten Jahren wurde, nicht zuletzt unter Einbeziehung von Geldmitteln aus dem Projekt LEADER, einer Gemeinschaftsinitiative der Europäischen Union, versucht, die vor- und frühgeschichtliche Zeit museal aufzubereiten. Hierzu wurde das Heuneburgmuseum, das über die Heuneburg als bedeutendes Machtzentrum der Hallstattzeit informiert, in Hundersingen eingerichtet. Auf der Heuneburg entstand ein Freilichtmuseum mit Rekonstruktionen. Zusätzlich wurde der Heuneburg-Rundwanderweg angelegt. Beide sind gut per Fahrrad vom Donauradweg aus zu erreichen.

### Trägerschaft
Ursprünglicher Träger des international bedeutsamen Kulturgutes war die Gemeinde Herbertingen, zu der Hundersingen gehört. Der Grund und Boden gehört dem Land Baden-Württemberg.
Am 22. Juni 2008 gab die Gemeinde Herbertingen bekannt, dass sie sich außerstande fühlt, dauerhaft alleine den Unterhalt und womöglich den weiteren Ausbau der Museen zu leisten. Am 11. Dezember 2012 beschloss der Gemeinderat von Herbertingen, den Betrieb des Freilichtmuseums und des Heuneburgmuseums im Dorf Hundersingen nicht weiterzuführen. Die beiden Gestattungsverträge mit dem Land Baden-Württemberg über die Nutzung des Plateaus und den Parkplatz für das keltische Freilichtmuseum Heuneburg wurden zum 31. Oktober 2013 gekündigt. In der Folge wurde vereinbart, dass die Gemeinde das Museum im Dorf behält und in Eigenregie weiter betreibt, während für das Freilichtmuseum vom 1. November 2013 an ein neuer Träger eingesetzt wird. Für zunächst drei Jahre übernahm die „Gesellschaft für Archäologie in Württemberg und Hohenzollern e. V.“ die Trägerschaft in Zusammenarbeit mit dem Land Baden-Württemberg und dem Verein Heuneburg-Museum e. V. Am 4. April 2014 eröffnete das Freilichtmuseum Heuneburg unter der neuen Trägerschaft der beiden Vereine seine Tore. Nach sechs erfolgreichen Jahren mit rund 140.000 Besuchern endete dieses Engagement der Gesellschaft für Archäologie zum 31. März 2020. Von Anfang an hatte der Vorstand die Trägerschaft als Übergangsmodell gesehen, bis die Region und das Land eine weiterführende Lösung gefunden haben, die diesem wissenschaftlich und kulturell wichtigen Ort gerecht wird. Die Trägerschaft ist durch Beschluss des Landes Baden-Württemberg am 1. April 2020 durch „Staatliche Schlösser und Gärten Baden-Württemberg“ (SSG) übernommen worden.

### Heuneburgmuseum

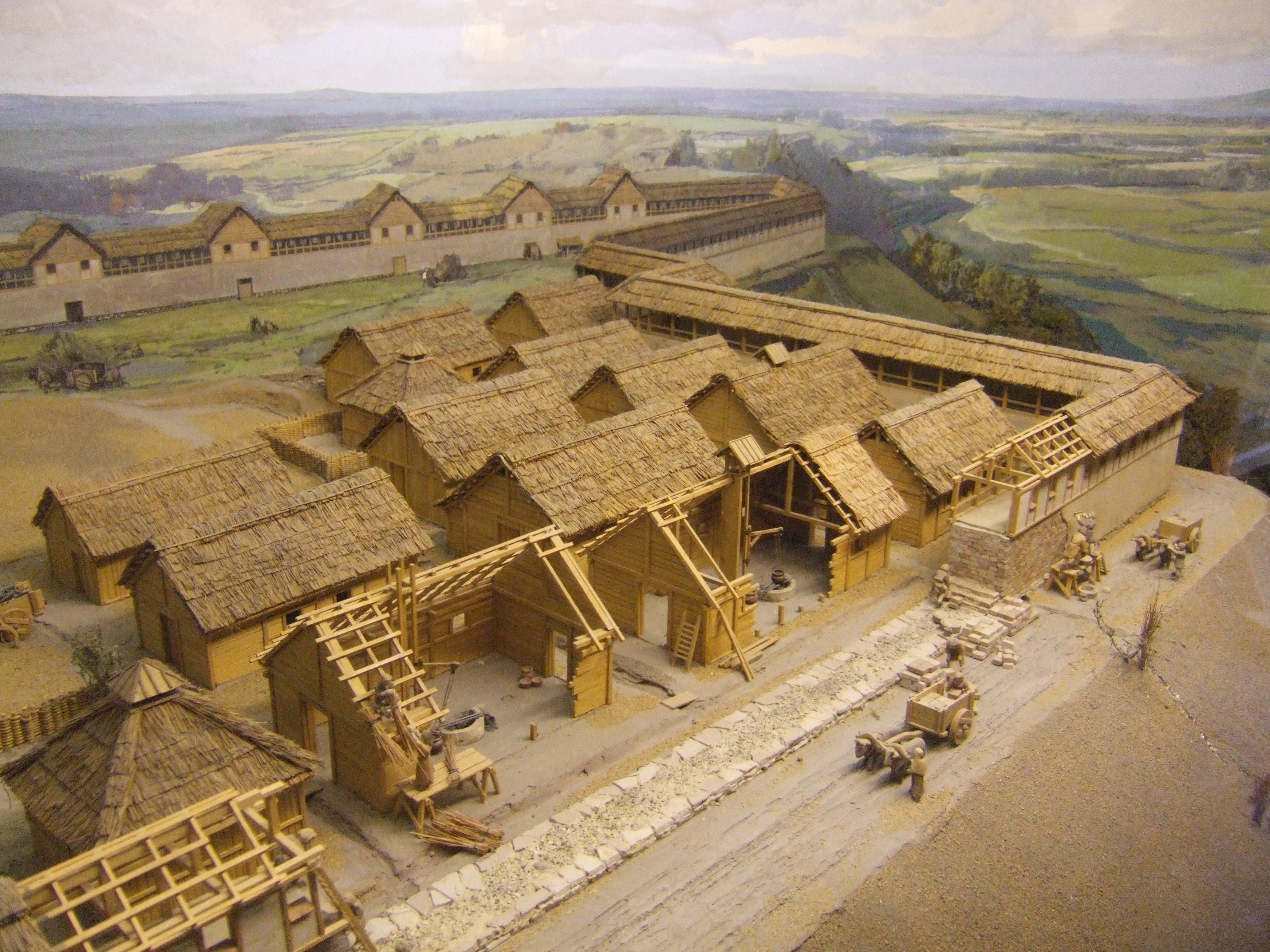
Heuneburgmuseum: Bau von Gebäuden und Lehmziegelmauer, frühes 6. Jahrhundert v. Chr. (Diorama)

Das Heuneburgmuseum, auch Keltenmuseum Heuneburg genannt, wurde als Ergebnis der wissenschaftlichen Aufarbeitung der dreißigjährigen Ausgrabungen auf der Heuneburg in der früheren Zehntscheuer des Klosters Heiligkreuztal in Hundersingen eingerichtet. Um die Forschungsergebnisse und Originalfunde aus der Heuneburg und den keltischen Fürstengräbern der Öffentlichkeit präsentieren zu können, wurde die im Jahr 1783 erbaute ehemalige Zehntscheuer grundlegend renoviert. Die historische Bausubstanz von Außenmauern und Dachstock bildet den Kontrast zu den nüchternen Inneneinbauten für das renovierte Museum, das auch inhaltlich Vergangenheit und Gegenwart miteinander verbindet. Neben den im ersten Stock gezeigten Grabungsfunden gibt das Museum im Erdgeschoss eine Übersicht über die mehr als hundertjährigen Forschungen im Bereich der Heuneburg mit den methodischen Grundlagen der systematischen Ausgrabungen. Daran schließt sich die ausführliche Darstellung der wichtigsten Siedlungsstadien und Befestigungswerke der Heuneburg von der Jungsteinzeit bis in historische Zeit an. Die ständige Ausstellung wird durch eine Lichtbildschau ergänzt. Das Dachgeschoss ist meist jährlich wechselnden Sonderausstellungen vorbehalten. Der Verein Heuneburgmuseum e. V. erhielt 1985 für seine Tätigkeit den Württembergischen Archäologiepreis.

### Freilichtmuseum Heuneburg – Keltenstadt Pyrene

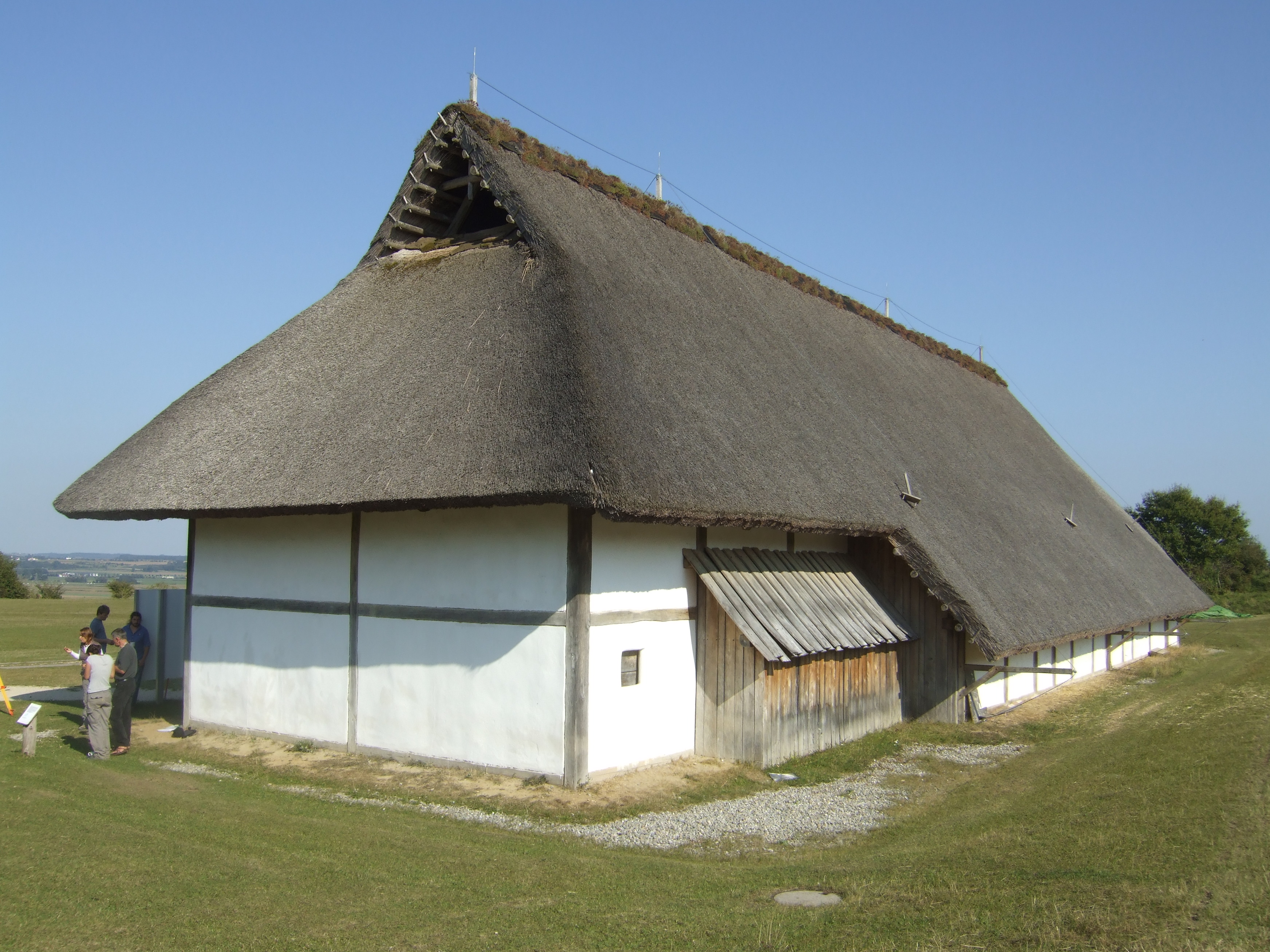
Freilichtmuseum Heuneburg: Rekonstruiertes Herrenhaus

Das Freilichtmuseum Heuneburg entstand seit 1997, als die Gemeinde Herbertingen das Plateau durch seinen Bauhof roden ließ und dort in den Jahren 1998 bis 2001 das Freilichtmuseum Heuneburg errichtete. Auf einem umzäunten Gelände befinden sich seither zahlreiche Rekonstruktionen, wie die eines „Donautors“ mit einer über 80 Meter langen, originalgetreu wieder aufgebauten Lehmziegelmauer sowie mehrere Gebäude, unter anderem ein Herrenhaus, ein Wohnhaus, ein Speicher und ein Werkstattgebäude. Die Mauerrekonstruktion besteht aus luftgetrockneten Lehmziegeln auf einem Kalksteinsockel. Im Gegensatz zum Mittelmeerraum ist die Bautechnik nördlich der Alpen einzigartig. Unter der 2021 neu geschaffenen Dachmarke „Keltenland Baden-Württemberg“ wird das Freilichtmuseum ein elementarer Bestandteil sein und soll in den kommenden Jahren zu einer zentralen Kelten-Erlebniswelt weiterentwickelt werden. Dazu wurden 2023 die Mittel für einen ersten Bauabschnitt freigegeben.

### Heuneburg-Rundwanderweg

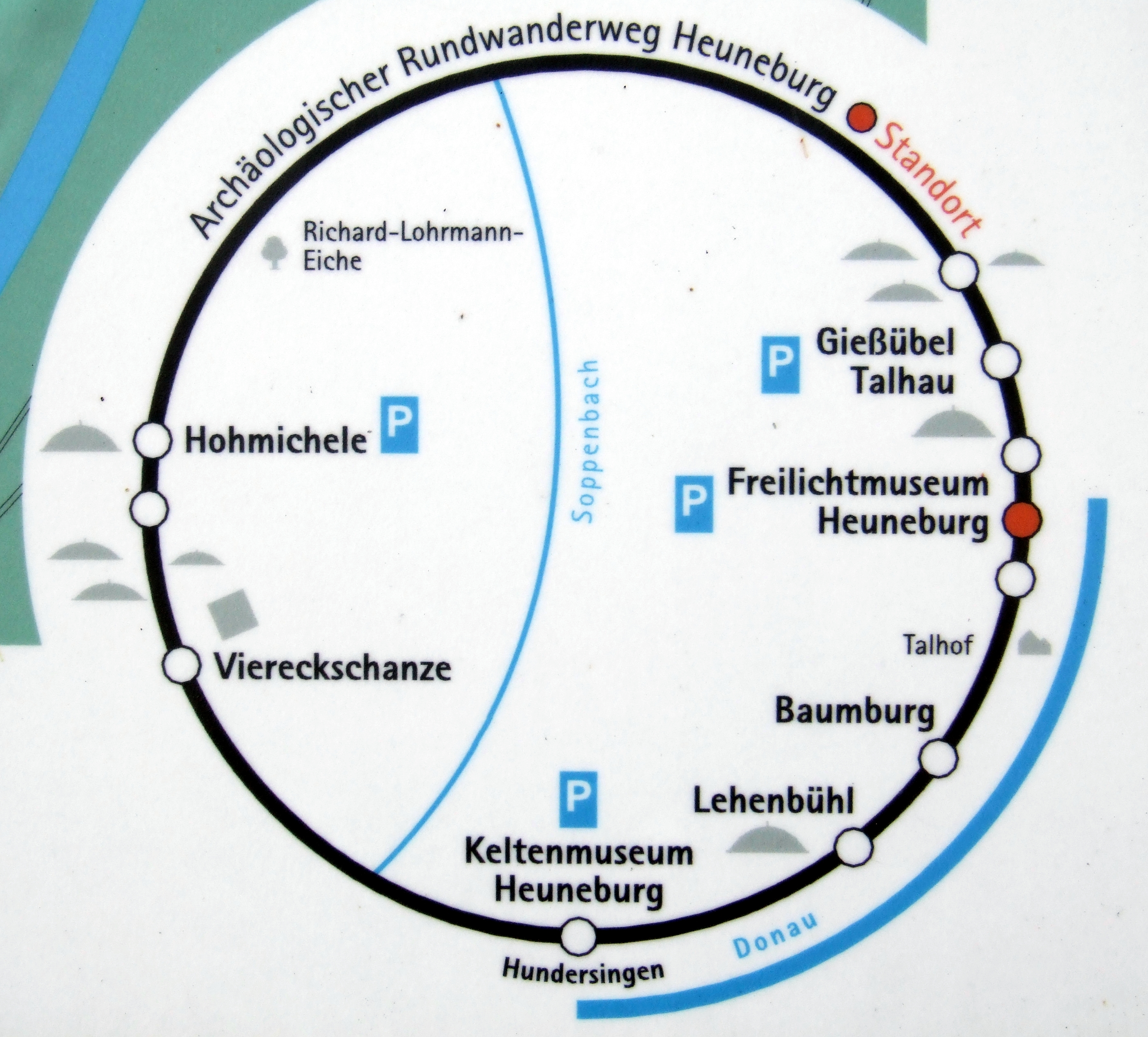
Heuneburg-Rundwanderweg (Streckenplan)

Der Heuneburg-Rundwanderweg, ein archäologischer Lehrpfad, führt seit 1993 über eine Rundstrecke von insgesamt acht Kilometern vom Heuneburgmuseum im Ort Hundersingen zu den wichtigsten Fundstellen des frühkeltischen Siedlungszentrums an der oberen Donau. Vom Museum führt der Heuneburg-Rundwanderweg zum Lehenbühl, einem Großgrabhügel aus der ersten Hälfte des 6. Jahrhunderts v. Chr., und folgt der Randhöhe über der Donau. An dieser Strecke liegen die Reste der mittelalterlichen Baumburg (Buwenburg), die im Kern auf einen eisenzeitlichen Großgrabhügel zurückgehen mag. Von dort führt der Weg weiter am Talhof zum etwa drei Kilometer nordöstlich des Ortes gelegenen Freilichtmuseum Heuneburg. Der Lehrpfad führt nun in Richtung Norden, zu einer Gruppe von vier Großgrabhügeln im Gießübel/Talhau, und in den Wald. Über den Soppenweiher gelangt man zur Wiedhauhütte, dann zum Hohmichele, einem der größten noch erhaltenen Grabhügel Mitteleuropas, und schließlich zu einer keltischen Viereckschanze. Von dort geht es erst ostwärts durch den Wald, später südwärts über einen Feldweg nach Hundersingen. Die archäologischen Denkmäler sind mit ausführlichen Erläuterungstafeln versehen.

## Welterbe-Bewerbung
Durch Beschluss der Kultusministerkonferenz vom Dezember 2023 ist die Heuneburg auf die deutsche Tentativliste für das Welterbe der UNESCO gesetzt worden, zusammen mit dem frühkeltischen Fürstensitz auf dem Glauberg in Hessen. Es handelt sich um den Teil einer transnationalen Bewerbung, in die von Seiten Frankreichs der Mont Lassois eingebracht wurde. Aufgrund des komplexen Verfahrens mit umfassenden Prüfungen, das einem Eintrag in die Liste des Welterbes vorangeht, ist mit einer Entscheidung des Welterbekomitees frühestens Anfang der 2030er Jahre zu rechnen.

### Heuneburgstudien
- Gustav Riek: Der Hohmichele. Ein Fürstengrabhügel der späten Hallstattzeit. (= Heuneburgstudien. Band 1; = Röm.-German. Forsch. Band 26). Berlin 1962.
- Günter Mansfeld: Die Fibeln der Heuneburg 1950–1970. (= Heuneburgstudien. Band 2; = Röm.-German. Forsch. Band 33). Berlin 1973.
- Amei Lang: Die geriefte Drehscheibenkeramik der Heuneburg 1950–1970 und verwandte Gruppen. (= Heuneburgstudien Band 3; Röm.-German. Forsch. Band 34). Berlin 1974.
- Heinz-Werner Dämmer: Die bemalte Keramik der Heuneburg. (= Heuneburgstudien. Band 4; Röm.-German. Forsch. Band 37). Mainz 1978.
- Susanne Sievers: Die Kleinfunde der Heuneburg. (= Heuneburgstudien. 5; Römisch-Germanische Forschungen Band 42). Mainz 1984.
- Egon Gersbach: Ausgrabungsmethodik und Stratigraphie der Heuneburg. (= Heuneburgstudien. 6; Röm.-German. Forsch. Band 45). Mainz 1988.
- Daniela Fort-Linksfeiler: Die Schüsseln und Schalen der Heuneburg. (= Heuneburgstudien. 7; Röm.-German. Forsch. Band 47). Mainz 1989.
- Helga van den Boom: Großgefäße und Töpfe der Heuneburg. (= Heuneburgstudien. Band 8; Röm.-German. Forsch. Band 51). Mainz 1991.
- Egon Gersbach: Baubefunde der Perioden IVc – IVa der Heuneburg. (= Heuneburgstudien. Band 9; Röm.-German. Forsch. Band 53). Mainz 1995.
- Egon Gersbach: Baubefunde der Perioden IIIb – Ia der Heuneburg. (= Heuneburgstudien. Band 10; Röm.-German. Forsch. Band 56). Mainz 1996.
- Wolfgang Kimmig (Hrsg.): Importe und mediterrane Einflüsse auf der Heuneburg. (= Heuneburgstudien. Band 11; Röm.-German. Forsch. Band 59). Mainz 2000.